# Nectariniidae
Famille
Les Nectariniidae (ou nectariniidés) sont une famille de passereaux constituée de 16 genres et de plus de 140 espèces d'arachnothères et de souimangas.

## Répartition
Leur répartition géographique va de la zone éthiopienne et au sud de la zone paléarctique, jusqu'à la zone orientale et à la zone australasienne.

## Position systématique
Dans la classification de Richard Howard et Alick Moore, elle comprend les 115 espèces de souïmangas répartis en 4 genres et les 11 espèces d'arachnothères. 
Dans la classification de Charles Sibley et Burt Monroe (1993), les Dicaeidae sont intégrées aux nectariniidés qui atteignent alors 8 genres et 171 espèces.

## Étymologie
Le nom de cette famille vient du genre Nectarinia qui tire son nom du régime alimentaire de ces oiseaux, le nectar des fleurs. Le nom « souïmanga » est d'origine malgache. Il peut s'écrire sans trèma, avec ou sans tiret. Le nom anglais «sunbird» signifie « oiseau soleil » car les mâles ont des reflets métalliques dans leur magnifique plumage. 
Le nom des arachnothères (ou arachnotères) est la francisation du nom de genre Arachnothera, tueur ou chasseur d'araignées que traduit l'anglais «spiderhunter».

## Taxinomie

### Liste alphabétique des genres

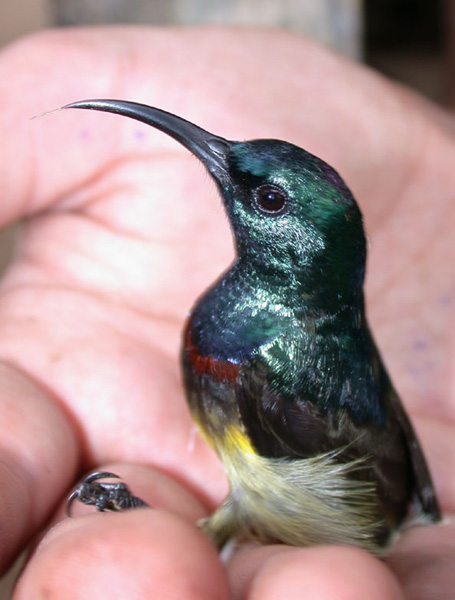
Souimanga malgache (Cinnyris souimanga)

Selon la classification de référence du Congrès ornithologique international (14.2, 2024) :
- Aethopyga (22 espèces)
- Anabathmis (3 espèces)
- Anthobaphes (1 espèce)
- Anthreptes (15 espèces)
- Arachnothera (13 espèces)
- Chalcomitra (7 espèces)
- Chalcoparia (1 espèce)
- Cinnyris (63 espèces)
- Cyanomitra (7 espèces)
- Deleornis (2 espèces)
- Drepanorhynchus (1 espèce)
- Dreptes (1 espèce)
- Hedydipna (4 espèces)
- Kurochkinegramma (1 espèce)
- Leptocoma (6 espèces)
- Nectarinia (6 espèces)

### Liste des espèces
D'après la classification de référence (version 5.2, 2013) du Congrès ornithologique international (ordre phylogénique) :